# Кунлун Ред Стар
Кунлун Ред Стар (на китайски: 昆仑红星) е китайски хокеен отбор от Пекин, играещ в КХЛ. Клубът е основан през 2016 г. и кръстен на планинската система Кунлун. Домакинства в зала „Фейян“ в Шанхай с капацитет 5000 зрители.

## История
На 17 март 2016 г. е подписан договор за създаването на китайски клуб в Континенталната хокейна лига. През юни съвета на лигата утвърждава Кунлун Ред Стар като участник през сезон 2016/17. Договорът за участието на клуба е официално подписан на 25 юни в Пекин в присъствието на президентите на Русия и Китай Владимир Путин и Си Дзинпин.
Международната хокейна федерация посреща одобрително създаването на китайски отбор, който да участва в първенството на Русия, смятайки, че това ще помогне за развитието на спорта в Китай.
Първи треньор на тима става Владимир Юрзинов. За капитан е избран финландският защитник Янне Яласваара. Първия си мач в лигата Ред Стар играе срещу Амур (Хабаровск) и побеждава с 2:1. Първия си домакински мач провежда в спортния комплекс Леспортс Център в Пекин провежда на 5 септември при победата над Адмирал (Владивосток) с 6:3.
От септември тимът играе домакинските си срещи в Шанхай, на арена „Фейян“. Мачът между Ред Стар и Нефтехимик е най-слабо посетения в историята на КХЛ. На него присъстват едва 550 зрители.